# Petr Hýbler
Petr Hýbler (* 8. dubna 1978 Znojmo) je český politik a báňský projektant, v letech 2016 až 2024 zastupitel Jihomoravského kraje (v letech 2016 až 2019 také radní kraje a 2019 až 2020 pak náměstek hejtmana), člen hnutí ANO.

## Život
Vystudoval institut geologického inženýrství na Hornicko-geologické fakultě Vysoké školy báňské – Technické univerzity v Ostravě. Po studiích nastoupil do firmy HS geo, kde je v současné době jednatelem.

## Veřejné působení
V letech 2014 až 2018 byl zastupitelem Hrušovan u Brna za hnutí ANO 2011.
V roce 2016 byl zvolen do Zastupitelstva Jihomoravského kraje, na ustavujícím zasedání zastupitelstva v listopadu 2016 byl zvolen členem Rady Jihomoravského kraje s gescí pro regionální rozvoj, venkov a zemědělství.
V červnu 2019 byl s platností od 1. července téhož roku zvolen náměstkem hejtmana Jihomoravského kraje, do gesce nově přibyly investice.  Ve volbách v roce 2020 obhájil za hnutí ANO 2011 post krajského zastupitele. Nicméně v listopadu 2020 skončil ve funkci náměstka hejtmana. Ve volbách v roce 2024 již nekandidoval.